# Pion-NKS
Pion-NKS est une famille de satellites d'écoute électronique russes destinés principalement à localiser et identifier les navires militaires des flottes ennemies de manière passive en écoutant les émissions électromagnétiques de leurs appareillages électroniques (émetteurs radio, radars...) et active (radar). Ces satellites doivent être utilisés pour obtenir des renseignements tactiques et en temps de guerre fournir les coordonnées de leur cible aux missiles air-mer et mer-mer trans-horizons chargés de couler les navires.
Le développement des Pion-NKS, qui doivent remplacer les satellites US-A et US-P,  débute en 1993. Il se fait  dans le cadre du programme Liana qui comprend également la réalisation des satellites  Lotos avec lesquels ils partagent de nombreux composants. Le projet est freiné par les difficultés financières qui secouent la Russie jusqu'à la fin des années 1990 puis par la désorganisation du secteur spatial et enfin par le conflit avec l'Ukraine. Le lancement du premier satellite de la série intervient seulement en mars 2021.

## Historique

### Les satellites d'écoute électronique US-P . US-A
À la fin des années 1960 les Soviétiques développent deux familles de satellites d'écoute électronique. 
Les Tselina sont chargés de détecter et identifier les radars terrestres et embarqués (ELINT). Plusieurs variantes sont produites. Les Tselina-O (déployés entre 1967 et 1982)   recensent tous les radars tandis que les Tselina-D (déployés ente 1970 et 1992) déterminent leur position précise et leurs caractéristiques. La génération suivante, les Tselin-2 déployés entre 1984 et 2004) combinent les deux rôles (recensement, localisation, caractérisation). Une petite sous-série, les Tselina-R (4 satellites déployés entre 1986 et 1993), emporte également une charge utile expérimentale permettant d'intercepter les communications (COMINT). 
La deuxième famille est constituée de satellites plus spécialisés chargés de déterminer la position des navires ennemis dans le but de guider les missiles anti-navires embarqués sur les navires de surface et les sous-marins. Ce sont les satellites US-P puis US-PM déployés entre 1974 et 2006 et les satellites US-A lancés entre 1965 et 1988.
Les principales entreprises impliquées dans le développement de ces satellites sont le bureau d'études Ioujnoïe situé à Dnepropetrovsk, aujourd'hui en Ukraine, qui conçoit et construit les satellites Tselina, KB Arsenal de Leningrad qui construit les satellites US-P/US-A et TsNIRTI de Moscou qui fournit les charges utiles ELINt.

### Le projet soviétique de remplacement des satellites d'écoute électronique
Dans les années 1980 les premières études sur une nouvelle génération de satellites électronique sont lancées. Deux constellations de satellites sont prévues. Des satellites ELINT, baptisés Tselina-", reprenant la principale fonction  de la génération précédente (Tselina et US-X) doivent être placés sur des orbites comprises entre 800 et 2000 kilomètres. Des satellites  construits par ISS Reshetnev (à l'époque NPO PM) doivent par ailleurs être placés en orbite géostationnaire pour intercepter les communications (COMINT). Mais l'éclatement de l'Union soviétique fin 1991 entraine un arrêt du projet. Au cours des années suivantes jusque dans les années 2000, l'écoute électronique est assurée de manière intermittente par quelques satellites US-PM et Tselina-2 lancés de temps à autre, ces derniers étant désormais construits dans une Ukraine devenue indépendante. 

### Le projet Liana
En aout 1993, en pleine crise économique, les autorités russes donnent leur feu vert pour le lancement du projet Liana (liane en français) qui reprend les objectifs des études précédentes. Le ministère de la défense russe passe contrat avec TsNIRTI maitre d'œuvre et constructeur de la charge utile et du segment sol et KB Arsenal constructeur de la plateforme des futurs satellites. Pour répondre aux besoins divergents de l'Armée de terre et de la marine de guerre russe, les responsables russes décident en 1994 de développer deux variantes du satellite d'écoute électronique. Les  Pion-NKS seront utilisés pour la surveillance des flottes adverses alors que les Lotos joueront le même rôle vis-à-vis des forces terrestres ennemies. Les responsables russes prévoient de développer les deux familles en tentant de maximiser le nombre de composants communs notamment la plateforme. Tous emportent une charge utile passive de type ELINT mais les Pion-NKS emportent en plus un radar actif.

### Un développement chaotique
Le développement débute dans les années 2000 mais rencontre de multiples problèmes aggravés par les sanctions occidentales qui ont frappé la Russie après l'invasion de la Crimée et la perte des sous-traitants ukrainiens. Selon les plans originaux, les deux types de satellite doivent être placés en orbite par une fusée Zenit fabriquée par la société ukrainienne Ioujnoïe. Pour des raisons politiques, les responsables russes décident début 1997 que les satellites seront lancés par des fusées russes Soyouz-2.1b. Mais la capacité de celles-ci est nettement inférieure et la masse des deux types de satellite doit être revu à la baisse : celles des Lotos passe de 9,4 à 7 tonnes et celle des Pion-NKS passe de 10,5 à 7,2 tonnes. Pour y parvenir certaines capacités des satellites sont supprimées : ainsi on enlève une antenne basse fréquence ce qui diminue la précision de la localisation des sources radio. 
Le premier lancement des satellites ainsi modifiés devait avoir lieu en 2004 mais le projet subit des retards importants en partie à cause de la plateforme qui est entièrement nouvelle. Pour accélérer les travaux, les responsables du projet renoncent en 2002 au développement d'une nouvelle plateforme et  décident d'utiliser celle des satellites d'observation de la Terre Resours conçue par le bureau d'étude Progress implanté à Samara. L'adaptation à cette nouvelle plateforme est entérinée par un contrat signé entre Progress et KB Arsenal signé en avril 2002 mais la conception du satellite ne semble avoir été réellement figée qu'en 2006. La durée de vie des Lotos et des Pion-NKS est fixée respectivement à quatre et cinq ans. La constellation Liana complète doit comprendre deux satellites Pion-NKS et deux satellites Lotos. 
Le développement de la plateforme du premier satellite est achevée par KB Arsenal en 2015 mais le satellite reste par la suite en attente de la charge utile fournie par l'Institut de technologie radio TsNIRTI (ou Institut Berg). Le premier vol qui était programmé en 2012 est repoussé à plusieurs reprises et a eu lieu finalement le 25 mars 2021. Le satellite est placé par un lanceur Soyouz 2-1b sur une orbite caractérisée par une altitude de 500 km et une inclinaison orbitale de 67°,,.

## Caractéristiques techniques
Les satellites Pion-NKS ont une masse de 6500 kg. Ils utilisent la plateforme Iantar de TsSKB-Progress dont le développement remonte à la fin des années 1960 et qui est utilisé par tous les satellites de reconnaissance optique russes. Celle-ci comprend un système de propulsion composé d'un moteur-fusée principal d'une poussée de 2,94 knewtons et de plusieurs petits propulseurs d'une poussée de 5 à 100 newtons utilisés pour le contrôle d'attitude et les petites corrections orbitales. Ces moteurs brulent un mélange hypergolique de UDMH et de peroxyde d'azote pressurisé par de l'hélium. Le satellite emporte 900 kg d'ergols. Le système de contrôle d'attitude permet d'effectuer un pointage avec une précision de 0,2 minute d'arc et une dérive de 17 secondes d'arc par seconde.

### Charge utile
La charge utile, connue sous l'appellation 14V121 ou Musson-LS, comprend un radar à synthèse d'ouverture et un système d'écoute électronique passif ELINT. Elle est développée par plusieurs entreprises placées sour la conduite de la société TsNIRTI installée à Moscou, :
Le système d'écoute électronique est fourni par la société NII Vector. Il est probable qu'il collecte les signaux en ondes courtes et en ondes longues. Il utilise pour cela quatre antennes placées en croix au sommet de la charge utile. Il peut fonctionner en même temps que le radar pour analyser une cible donnée. Ses caractéristiques sont sans doute proches de celles de l'équipement embarqué sur les satellites de reconnaissance océaniques US-P. Il utilise les émissions radar pour localiser les navires et leur type. Il se pourrait qu'il puisse également intercepter de manière limitée les  communications vocales.
Le radar à synthèse d'ouverture est développée par la société d'ingénierie radio Vega fabricant des radars du véhicule spatial Almaz-T et des satellites de reconnaissance radar Kondor. Le radar utilise deux antennes rectangulaires montées de part et d'autre du corps du satellite fournies par la société NTs PE. Chaque antenne est longue 12,1 mètres pour une largeur de 4 mètres  et une longueur focale de 5 mètres. Aucune information n'a été fournie sur les performances du radar. Une version  du radar aux caractéristiques sans doute très proches proposées sur le satellite d'observation radar civil Fikus indique une résolution spatiale maximale de 5 mètres. Selon des articles de presse russes non sourcés, le système Liana serait 100 fois plus précis que ses prédécesseurs avec une capacité de détecter des objets de un mètre aussi bien sur terre qu'en mer et une précision de 3 mètres.

## Segment terrestre
Les satellites du système Liana, Pion-NKS et Lotos, sont gérés depuis le centre de contrôle Titov situé à Krasnoznamensk près de Moscou qui a déjà en charge la plupart des satellites militaires russes. Les stations de réception sont réparties dans deux réseaux : d'une part celui hérité des satellites Tselina-2 qui comprend les stations terriennes de Krona et de Baikal d'autre part la station Nagins-9 (ou Dubrovo) située 60 kilomètres à l'est de Moscou et utilisée par la marine de guerre russe pour réceptionner les données des satellites US-P et US-A.  Des équipements de réception des données satellitaires, adaptés au moins pour certains aux spécificités de la nouvelle génération de satellite, sont  installés à bord des navires de surface et des sous-marins russes. Les données sont utilisées notamment pour les missiles anti-navires transhorizons comme le Tsirkon dont la vitesse atteint Mach 8 et la portée 1000 kilomètres.

## Bilan du programme Lana
Le nombre actuel de satellites d'écoute électronique en orbite du programme Lana (Lotos et Pion-NKS) n'est pas suffisant pour identifier toutes les cibles potentielles en particulier les navires qui par définition se déplacent en permanence. La précision des localisations est insuffisante pour les missiles anti-navires à longue portée comme le Tsirkon. Si les navires maintiennent le silence radio, seul le radar des Pion-NKS permet de les localiser or avec un seul satellite de ce type en orbite, la couverture est nettement insuffisante. Par ailleurs il n'existe plus en 2021 qu'un seul satellite relais Loutch  en orbite géostationnaire qui à lui seul ne peut couvrir qu'une partie d'un hémisphère. En synthèse le programme Liana ne répond pas en 2021 aux besoins de la Marine de guerre russe.

## Système successeur
Deux systèmes d'écoute électronique russe sont en projet sans que leur statut précis soit connu courant 2021 : 
- Akvarel (en français aquarelle), évoqué pour la première fois en 2013, est un système SIGINT en orbite basse donc qui se définit comme le successeur de Liana. Le projet est pris en charge par le constructeur de satellites ISS Reshetnev (contractant principal) et TsNIRTI (charge utile). Seules des informations très fragmentaires sur des sous-systèmes ont été publiées.
- Repei est un système COMINT dont l'existence a filtré de manière accidentelle via une photo d'un panneau d'information prise lors d'une visite du ministre de la défense russe sur le site de ISS Reshetnev. Il comprendrait des satellites en orbite géostationnaire et d'autres placés sur une orbite de Molnia. Le projet semble avoir été lancé en septembre 2014. Les satellites seraient fabriqués par ISS Reshetnev et placés en orbite par une fusée Angara A5[1].